# De Echoput
Hotel Gastronomique De Echoput is een hotel-restaurant in Hoog Soeren in de gemeente Apeldoorn. Het ligt in de kroondomeinen van paleis Het Loo. De naam dankt het hotel aan de naastgelegen historische echoput van Apeldoorn.

## Restaurant
Het oorspronkelijke restaurant stond onder leiding van Jaap en Tineke Klosse, ouders van Peter Klosse. Jaap Klosse hoort eveneens tot de initiatiefnemers van de Alliance Gastronomique Néerlandaise. In 1971 kreeg het restaurant een Michelinster en in 1985 een tweede die in 1990 weer werd ingenomen. Vervolgens verloor het restaurant in 1998 ook de laatste ster. In 2012 - na 14 jaar - werd opnieuw een ster toegekend. Deze ging in 2015 weer verloren.
In 2025 werd, ter ere van het 70-jarige bestaan van De Echoput, Meesterkok Jonathan Zandbergen aangetrokken en werd een nieuw restaurant, Het Wild Atelier, geopend. Daarnaast werd het traditionele restaurant gerestyled en heropent als Grand Bistro Echo onder leiding van chef Peter Paul van den Breemen. 

## Hotel-restaurant
Peter Klosse nam het restaurant in 1985 van zijn vader over en liet het uitbreiden. In 2005 werd het restaurant gesloten en gesloopt om plaats te maken voor een luxe 5-sterren hotel met 42 kamers, vergaderzalen, kleine wellness, een gastronomisch restaurant en (wijn)bar.
Door een breuk in de hoofdwaterleiding werd de heropening vertraagd om uiteindelijk in 2007 open te gaan als Hotel Gastronomique De Echoput.
In 2009 opende eveneens een kook- en wijnschool.
In 2021 stapt de derde generatie van de familie Klosse in het familiebedrijf en wordt Lodewijk Klosse algemeen directeur.
In 2024 wordt wijnbedrijf Klosse Wines opgericht.